# Công nghị
Công nghị là cuộc họp của giáo hội, được triệu tập để giải quyết về vấn đề giáo lý, quản lý hoặc thực hành nào đó. Hai thuật ngữ "công nghị" (tiếng Hy Lạp: σύνοδος synodos, tiếng Latinh: synodus) và "công đồng" (tiếng Latinh: concilium) thường được hiểu là đồng nghĩa với nhau. Cụm từ "công nghị chung" hay "công đồng chung" cũng có thể đề cập tới một công đồng đại kết.
Ban đầu, "công nghị" được hiểu là cuộc họp của các giám mục, nghĩa này vẫn còn được sử dụng trong Giáo hội Công giáo và Giáo hội Chính thống giáo. Thuật từ này còn đề cập tới hội đồng thường trực gồm các giám mục cấp cao trong một số giáo hội. Công nghị giáo phận là cuộc họp do một giám mục chính tòa triệu tập với đại biểu thuộc các thành phần trong giáo phận. Ngày nay, thuật ngữ "công nghị" còn dùng để chỉ cơ quan quản trị của một giáo hội nhất định nào đó, dù các thành viên có đang nhóm họp hay không, và đôi khi theo lối hoán dụ cũng đề cập tới cả giáo hội đó.